# Rada východních katolických patriarchů
Rada východních katolických patriarchů (francouzsky: Conseil des patriarches catholiques d'Orient, CPCO) je organizace katolické církve, která sdružuje patriarchy východních katolických církví a latinského patriarchu jeruzalémského. Její trvalé sídlo je v maronitském antiochijském patriarchátu v libanonském Bkerké.

## Cíle CPCO
Cílem existence Rady je: 
- společné hodnocení situace východních katolíků
- koordinace pastoračních aktivit východních katolických církví
- být platformou pro vyjádření specifického pohledu východních katolických církví na situaci v jejich zemích
- zajištění budoucnosti křesťanství v těchto zemích
- upevnit vztah mezi věřícími v diaspoře a mateřskými církvemi v jejich zemích
- rozvíjet a podporovat ekumenický a mezináboženský dialog
- zajišťovat aktivní účast katolíků na práci Rady církví Blízkého východu
- podporovat spravedlnost, mír, rozvoj, úctu k lidským právům, především k právům žen a rodin. [1]

## Členové CPCO
| titul patriarchy                           | církev patriarchy                | aktuální patriarcha       |
| ------------------------------------------ | -------------------------------- | ------------------------- |
| Koptský katolický patriarcha alexandrijský | Koptská katolická církev         | Ibrahim Isaac Sidrak      |
| Maronitský patriarcha antiochijský         | Maronitská katolická církev      | Béchara Butrus Raï        |
| Antiochijský melchitský patriarcha         | Melchitská řeckokatolická církev | Joseph Absi               |
| Syrský antiochijský patriarcha             | Syrská katolická církev          | Ignace Joseph III. Younan |
| Chaldejský patriarcha babylónský           | Chaldejská katolická církev      | Louis Sako                |
| Patriarcha arménské katolické církve       | Arménská katolická církev        | Raphaël Bedros Minassian  |
| Latinský patriarcha jeruzalémský           | Římskokatolická církev           | Pierbattista Pizzaballa   |

Jednotliví patriarchové se v předsednictví střídají podle stanoveného pořádku. Předsedající patriarcha vždy zajišťuje konkrétní zasedání. Exekutivním orgánem je Generální sekretariát Rady, generální sekretář je vybírán patriarchy a jeho funkční období je 4 roky. Pománá mu a zastupuje jej generální podsekretář, dalšími členy jsou sekretáři jmenovaní každým patriarchou a tiskový mluvčí.